# Jessica Mendels
Jessica Mendels (Den Haag, 25 maart 1981) is een Nederlandse televisiepresentatrice, actrice en kinderboekenschrijfster. Tevens heeft ze een eigen weblog waarop ze onder meer suikervrije recepten deelt.

## Biografie en carrière
Mendels is vooral bekend van het programma Campinglife, dat ze samen met Sander Janson presenteerde. In 2009 en 2010 was ze eveneens medepresentator van Ik kom bij je eten. Daarvoor presenteerde ze op LiveShop. Als actrice had ze in 2003 een rol in Goede tijden, slechte tijden als Cynthia de Vries en in 2008 speelde ze Tamara Groeneveld in Pauwen en Reigers.
Toen Mendels in 2012 zwanger was van haar eerste dochter, werd de diagnose MODY gesteld. Later zou blijken dat haar dochter deze zeldzame vorm van suikerziekte ook heeft. Het leidt tot de oprichting van haar eigen online platform; JessicaOnline. Hierop deelt Mendels onder andere suikervrije recepten.
In 2018 maakte Mendels haar debuut als kinderboekenschrijfster. Ze schreef het kinderboek Illie Billie, met illustraties van Eva Jansen. Voor het titelpersonage stond Mendels oudste dochter Ilse model.
In 2022 won Mendels het televisieprogramma De Alleskunner.
Sinds 2024 presenteert ze het dagelijkse radioprogramma Haags Bakkie op Den Haag FM.

## Persoonlijk
Mendels trouwde op 28 mei 2011 met haar vriend Paul Bom, met wie ze sinds 2005 samen is. Het stel heeft twee dochters samen: Ilse en Eva.
Haar vader was artiest John Mendels (1951 - 2015) alias Johnny Mendola.